# Rudolf Adriaan van Sandick (1908-1981)
Rudolf Adriaan van Sandick (Den Haag, 30 maart 1908 – aldaar, 18 januari 1981) was een Nederlands burgemeester.
Hij werd geboren als zoon van Hendrik Willem van Sandick (1865-1930; voormalig gouvernements-secretaris van Suriname) en Femmigje Wildervanck (1871-1942). Hij ging in 1932 werken als adjunct-commies bij de gemeentesecretarie van Zaltbommel. Hij was daar intussen gepromoveerd tot commies voor hij eind 1939 tijdelijk van die functie werd ontheven om leider te worden van de distributiekring Zaltbommel. Vanaf oktober 1945 was hij waarnemend burgemeester van Beesd tot februari 1946 waarna Aalbert Pos zijn functie als burgemeester van Beesd mocht hervatten. Vanaf mei 1945 was H.W. Semmelink al enkele maanden waarnemend burgemeester van Beesd In april 1946 werd Sandick benoemd tot burgemeester van Buren. In april 1973 ging hij daar met pensioen en begin 1981 overleed hij op 72-jarige leeftijd.